# Estação Candelaria
A Estação Candelaria é uma das estações do Metrô da Cidade do México, situada na Cidade do México, entre a Estação San Lázaro, a Estação Merced, a Estação Morelos e a Estação Fray Servando. Administrada pelo Sistema de Transporte Colectivo, faz parte da Linha 1 e da Linha 4.
Foi inaugurada em 4 de setembro de 1969. Localiza-se no cruzamento da Avenida Congreso de la Unión com a Avenida Candelaria. Atende os bairros Candelaria de los Patos e El Parque, situados na demarcação territorial de Venustiano Carranza. A estação registrou um movimento de 11.901.331 passageiros em 2016.